# Bourbonnais (provincie)

Ligging in Frankrijk

De Bourbonnais was tot aan de Franse Revolutie een van de provincies van Frankrijk, overeenstemmend met het huidige departement van de Allier en een stukje van Cher. Bourbonnais grensde aan provinciën Berry in het westen, Nivernais in het noorden, Bourgondië in het oosten, Lyonnais in het zuidoosten en Auvergne in het zuiden.
De eerste bekende heer van Bourbon was Adhémar of Aymar in de tiende eeuw. Hij verwierf het kasteel van Bourbon, nu Bourbon-l'Archambault, en zo werd zijn nageslacht het Huis Bourbon, dat later koningen leverde in Frankrijk, Spanje en elders. In 1272 huwde Beatrix van Bourgondië, vrouwe van Bourbon, Robert van Clermont, zoon van de Franse koning Lodewijk IX. In 1327 werd Bourbon een hertogdom.
Zoals alle Franse provincies werden de titels en de provincie opgeheven in 1790.